# Stratford Langthorne Abbey

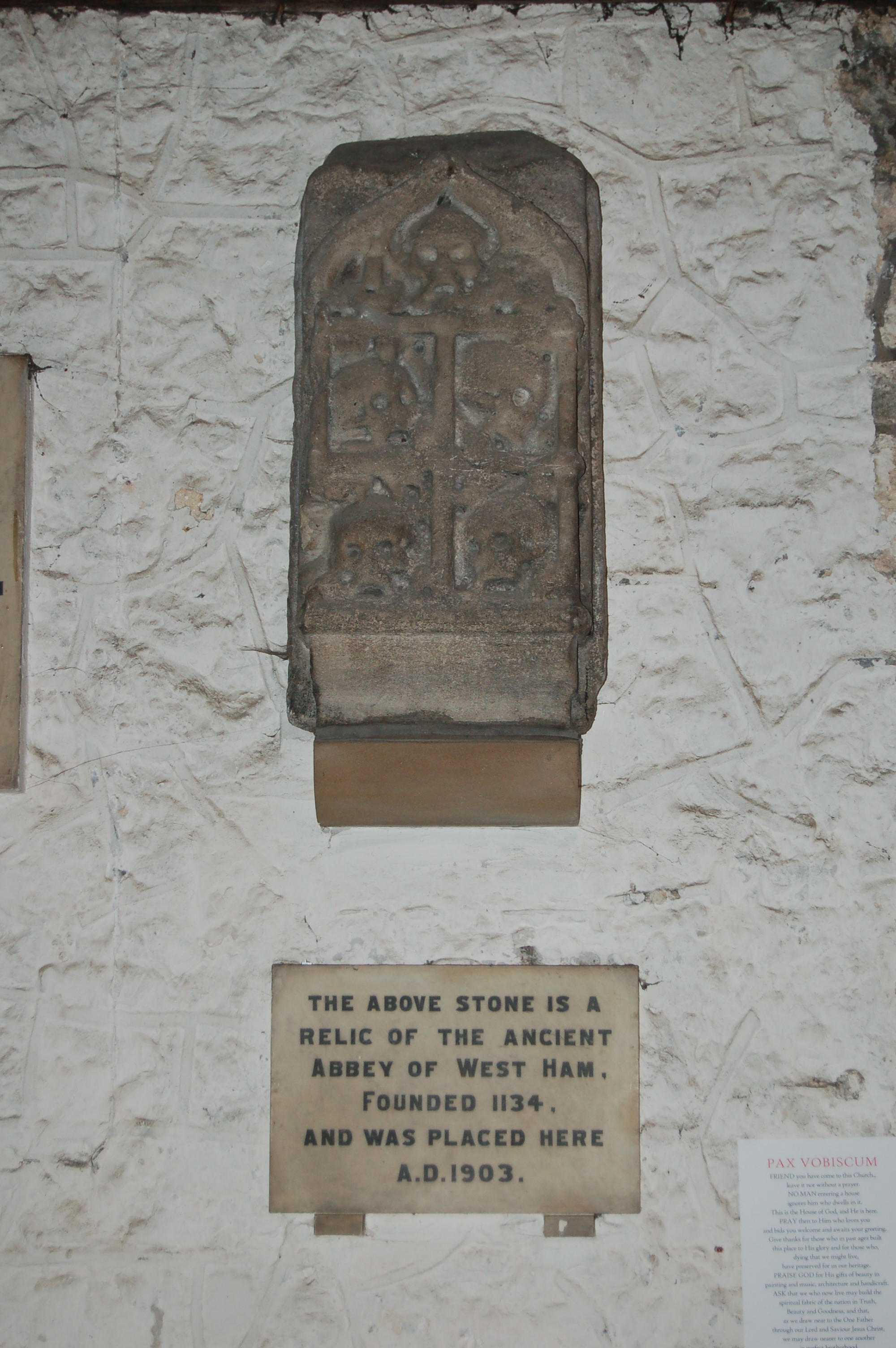
Gebeinhausstein vom Charnel house of Stratford Langthorne Abbey, heute in der Parish church of West Ham

Stratford Langthorne Abbey war eine Zisterzienserabtei in England. Das Kloster lag in Greater London (Essex) rund ½ km südwestlich der Kirche von West Ham, an einer Verzweigung des Flusses Lea, dem Abbey Creek.

## Geschichte
Die Abtei wurde 1135 von William de Mountfichet als Tochterkloster von Kloster Savigny gestiftet. Es gehörte nach dem Anschluss der Kongregation von Savigny im Jahr 1147 der Filiation der Primarabtei Clairvaux an. 1538 wurde es von der Krone eingezogen. Zur Ausstattung des Klosters gehörte das Herrenhaus von West Ham. 1309 erhielt es auch die Kirche von East Ham. Von der Abtei von Barking erhielt das Kloster verschiedene Ländereien, woraus sich verschiedene Rechtsstreitigkeiten ergaben. Das Kloster gelangte recht früh zu Wohlstand und Einfluss. Unter der Bauernerhebung 1381 hatte das Kloster zu leiden. Im Valor Ecclesiasticus wurde es mit 511 Pfund jährlich bewertet, weswegen es der ersten Welle der Klosteraufhebungen 1536 entging. Die Einziehung durch die Krone erfolgte jedoch bereits 1538. Das Kloster wurde an Sir Peter Mewtas vergeben, der es verfallen ließ. Bis zum Ende des 18. Jahrhunderts waren alle Überreste verschwunden.

## Anlage und Bauten
Von der Abtei ist nichts erhalten. Das Gelände liegt großenteils unter einer Eisenbahnanlage (Jubilee Line). Ausgrabungen wurden gegen 1970 durchgeführt; Grabungsfunde finden sich im Newham Heritage Service in London. Die Pfarrkirche von West Ham birgt u. a. ein Steinrelief.